# 托尼·布莱尔首相任期
貝理雅是20世紀至21世紀期間最具影響力的英國首相之一，擔任首相長達十年兩個月，是英國工黨在任最長的首相。任內推行了不少成功的經濟政策，並成功改革工黨，但他支持伊拉克戰爭的決定，使他成為備受爭議的政治人物。

## 北愛和平協定
貝理雅領導的工黨政府上任後，一改過往保守黨政府對北愛爾蘭問題的強硬立場，推動和平進程。1998年12月26日貝理雅成為第一位在愛爾蘭議會發表演說的英國首相。同年英國政府和愛爾蘭政府簽署貝爾法斯特協議，成立北愛爾蘭的自治政府。

## 下放權力
貝理雅領導的工黨政府上任後，對蘇格蘭及威爾斯實行權力下放，給予蘇格蘭及威爾斯大部分的地方自治權力，其中蘇格蘭三百多年後再在1999年重新成立蘇格蘭議會，威爾斯議會亦於1999年的成立。向蘇格蘭下放權力，本是加強在當地佔優勢的工黨在當地的管治，但亦使支持蘇格蘭獨立的蘇格蘭民族黨崛起，逐漸主導蘇格蘭的政治，工黨在蘇格蘭的政治優勢反而受到削弱，並於2007年失去蘇格蘭政府的管治權。而威爾斯獲得自治權後，工黨亦繼續在當地保持優勢，一直維持管治權至今，但威爾斯黨亦取得一定的政治優勢。其後，2000年，工黨政府亦決定恢復大倫敦政府，取代1986年被保守黨政府廢除的大倫敦議會。不過，這個大倫敦政府與大倫敦議會相比，地方自治的權力受到削弱，大倫敦政府必須與大倫敦33個自治市政府分享地方自治的權力。取而代之的是實行大倫敦政府的市長直接民選，由貝理雅的長年政敵、工黨黨內激進左派，脫黨參選的肯·利文斯通當選首任大倫敦市長。

## 任內誕子
2000年，貝理雅成為英國150年來第一個在職首相在唐寧街生子育兒。

## 成功連任
在2001年英國大選中，工黨再度保持了其前所未有的巨大優勢，貝理雅成為第一位贏得第二任的工党首相。保守黨領袖威廉·黑格（William Hague）辭職，他是自1920年代奧斯丁·張伯倫以來第一位沒有成為首相的保守黨領袖。

## 阿富汗戰爭
在911事件後，貝理雅很快地宣佈與美國站在一起，在阿富汗戰爭之前他參與了一系列穿梭外交，幫助鞏固了國際的反恐聯盟。直到今天他依然扮演著這個角色，訪問了許多其他國家領導人可能認為太危險的國家。

## 伊拉克戰爭
貝理雅是美國總統喬治·W·布希有關進攻伊拉克計畫的堅定支持者，雖然這項計畫具有很高的爭議性。貝理雅很快成為主戰派的代表人物之一，經常與持堅定反戰立場的法國總統希拉克發生磨擦。貝理雅被認為比小布希更善於演說，他在戰爭爆發前發表了多篇演說，強調推翻薩達姆政權的必要性。
雖然薩達姆被指控擁有大規模殺傷性武器是美英發動戰爭的最主要理由，貝理雅也強調薩達姆踐踏人權的記錄，以此來為戰爭辯護。在2003年的美伊戰爭中，英國軍隊也參與其中。戰後至今也沒有在伊拉克發現任何大規模殺傷性武器，因此在英國國內造成了針對首相的很多爭議，其中很多是來自工黨黨內的。工黨內有許多人不喜歡布希，並且反對伊拉克戰爭。不過在最終的國會表決二讀中，以412票對149票通過。絕大多數的保守黨議員，及超過一半的工黨議員支持法案。
2003年8月1日貝理雅成為歷史上任期最長的工党首相，但是大衛·凱利博士的死亡陰影籠罩著，工黨內沒有任何慶祝活動。
2004年1月27日和1月28日兩天可以算是貝理雅政治生涯中最危險的兩天，被稱為“在地獄中的24小時”。由於工黨內部的反對，他的高等教育法案有可能沒有辦法通過二讀——這是他上任後面臨的首次類似的政治危機。第二天，關於大衛·凱利博士死亡調查的赫頓報告也將公佈，大多數人預測報告將指責貝理雅及其政府。最終，關於調漲大學學費的法案以5票之差獲得通過。而赫頓勳爵的報告則著重批評了BBC的報導不周，而對政府的失誤只是輕描淡寫。
雖然赫頓報告為大的部量辯護，有關導致伊拉克戰爭的情報使用問題又浮上臺面。貝理雅最終決定再啟動另一項調查，而這次是評估戰爭爆發前情報的使用。
2011年11月22日，由马来西亚前首相马哈迪·莫哈末所成立的吉隆坡战争罪行仲裁庭经过四天的听证判决，美国前总统乔治·沃克·布什和布莱尔在伊拉克战争期间犯下的“危害和平罪”罪名成立。不过，该仲裁庭不被联合国承认，判决纯粹是象征性质，没有执法权利。

## 健康問題
2003年10月19日布莱尔曾因心脏问题接受治疗。

## 宣佈下野
在2005年英國大選中，工黨再度勝出，但議席多數減至55席，僅以355席勉強保持過半數，而普選票僅比保守黨多三個百分比。貝理雅成為第一位贏得第三任的工党首相。
大衛·卡麥隆成為新的保守黨黨魁後，工黨民望回落。
在黨內逼宮的壓力下，貝理雅在2006年9月宣布將在一年內下台。
2007年5月10日，貝理雅在塞奇菲爾德宣佈將在6月27日呈辭。6月27日，他在國會下議院出席最後一次的首相答問環節，其後他向女皇辭去首相一職，結束10年的首相生涯。之後他再辭去下議院議員，結束24年的下議院議員職務。其後獲聯合國任命為中東問題特使。